# Грушас, Юозас
Юо́зас Гру́шас (лит. Juozas Grušas; 16 [29] ноября 1901, деревня Жаджюнай Шавельского уезда (ныне Шяуляйского района) — 21 мая 1986, Каунас) — литовский писатель, драматург, прозаик, переводчик, эссеист; заслуженный деятель культуры Литовской ССР (1962), народный писатель Литовской ССР (1971).

## Биография
Родился в крестьянской семье. Первым учителем Юозаса Грушаса был поэт Йонас Крикщюнас-Йоварас, который обучил его грамоте и заинтересовал литературой. В 1914 году окончил начальную школу. После смерти матери, когда отец женился вторым браком, в 1919 году начал работать на кожевенной фабрике Хаима Френкеля.
В 1920—1924 годах учился в гимназии в Шяуляй. В 1924 году поступил на юридический факультет Литовского университета в Каунасе (с 1930 года Университет Витовта Великого), позднее изучал в том же университете литовский язык и литературу, германистику, педагогику. По другим сведениям, на факультете теологии и философии Литовского университета в 1924—1928 годах изучал литовскую и немецкую литературы и педагогику. Окончил университет в 1931 году.
В 1928—1939 годах работал в Каунасе учителем. В 1931 году преподавал литовский язык и историю на педагогических курсах еврейских учителей общества «Трабут». 
Был редактором католического еженедельника „Mūsų laikraštis“ (1928—1939). Сотрудничал в различных газетах и журналах („Athenaeum“, „Kultūra“, „Lietuva“, „Literatūros naujienos“, „Naujoji Romuva“, „Židinys“ и другие). Использовал псевдонимы Juozas Kriaušė, J. Kriaušė, Lionginas Padanginė
. 
В 1937 году был председателем правления Общества литовских писателей. В 1940—1941 годах был ответственным редактором Государственного издательства художественной литературы Литовской ССР. Во время германской оккупации Литвы в 1941—1944 годах жил в Йонишкисе. После войны был заведующим литературной частью в Шяуляйском драматическом театре. С 1948 года состоял членом Союза писателей Литвы. С 1949 года жил в Каунасе, занимаясь творческой работой. 
Похоронен на Пятрашюнском кладбище в Каунасе.

## Творчество
Начало литературной деятельности относится к 1925 году. Печатал рассказы, стихотворения, фельетоны. Первый сборник рассказов „Ponia Bertulienė“ («Госпожа Бертулене») вышел в 1928 году. Сборник рассказов „Sunki ranka“ («Тяжёлая рука») был отмечен литературной премией издательства „Spindulys“ (1937). Автор романа „Karjeristai“ («Карьеристы», 1935). Выступал как литературный критик.
В 1944 году дебютировал в драматургии драмой „Tėvas“ («Отец»; в более поздней редакции «Отец и сын»), поставленной в 1945 году в Шяуляйском, в 1959 году — в Клайпедском драматических театрах. 
Автор комедии „Dūmai“ («Дым»; поставлена в Паневежском драматическом театре, 1955), трагедии „Herkus Mantas“ («Геркус Мантас»; поставлена в Каунасском музыкально-драматическом театре, 1957), пьесы „Vedybų sukaktis“ («Свадебный юбилей»; поставлена в Каунасском музыкально-драматическом театре, 1959), драмы „Profesorius Markas Vidinas“ («Профессор Марк Видин»; поставлена в Каунасском драматическом театре, 1962), драмы „Adomo Brunzos paslaptis“ («Тайна Адомаса Брунзы»; поставлена в Паневежском драматическом театре, 1966; в том же году в Раквере, в 1975 году — в Кустанае), трагикомедии „Meilė, džiazas ir velnias“ («Любовь, джаз и чёрт»; постановка в Лиепайском государственном театре в 1966 году, в Паневежисе в 1967 году, в 1969 году — в Шяуляй и Вильянди), трагикомедии „Pijus nebuvo protingas“ («Пиюс не был умным»; премьера в Паневежисе, 1974). 
Помимо пьесы о Геркусе Мантасе, написал ряд исторических драм — „Barbora Radvilaitė“ («Барбора Радвилайте», 1972), „Švitrigaila“ («Швитригайла», 1976), „Mykolas Glinskis“ («Михаил Глинский», 1984). 
Пьесы и рассказы Грушаса переведены на армянский, азербайджанский, белорусский, венгерский, латышский, немецкий, польский, русский, узбекский, украинский, эстонский языки. Перевёл на литовский язык пьесы «Бригадир» и «Недоросль» Дениса Фонвизина (1948), исторический роман «Дмитрий Донской» Сергея Бородина, отмеченный Сталинской премией исторический роман «Иван Грозный» Валентина Костылева (1951—1952).

## Книги
- Ponia Bertulienė. Kaunas: „Vairo“ bendrovė, 1928. 176 p.
- Karjeristai: romanas. Kaunas: Sakalas, 1935. 398 p.
- Sunki ranka. Kaunas: Sakalas, 1937. 205 p.
- Pabučiavimas: novelės. Brooklyn, N.Y.: Gabija, 1953. 155 p.
- Dūmai: keturių veiksmų penkių paveikslų komedija. Vilnius: Valstybinė grožinės literatūros leidykla, 1956. – 94 p.
- Karjeristai: romanas. 2 d. 2-asis leidimas. London: Nida, 1956.
- Karjeristai: romanas. Vilnius: Valstybinė grožinės literatūros leidykla, 1957. 289 p.
- Herkus Mantas: penkių veiksmų tragedija. Vilnius: Valstybinė grožinės literatūros leidykla, 1957. 77 p.
- Profesorius Markas Vidinas: pjesių rinkinys. Vilnius: Valstybinė grožinės literatūros leidykla, 1963. 252 p.
- Adomo Brunzos paslaptis. Zigmantas Sierakauskas: dramos. Vilnius: Vaga, 1967. 160 p.
- Meilė, džiazas ir velnias: tragiška komedija. Vilnius: Vaga, 1967. 105 p.
- Rūstybės šviesa. Vilnius: Vaga, 1969. 196 p.
- Žmogus be veido. Herkus Mantas: dvi dramos. Vilnius: Vaga, 1970. 200 p.
- Karjeristai. Vilnius: Vaga, 1971. 288 p.
- Raštai. T. 1–3. Vilnius: Vaga, 1971–1973.
- Barbora Radvilaitė: dramos. Vilnius: Vaga, 1972. 471 p.
- Laimingasis – tai aš. Vilnius: Vaga, 1973. 293 p.
- Švitrigaila: dramos. Vilnius: Vaga, 1976. 467 p.
- Rekviem bajorams. Unija: dramos. Vilnius: Vaga, 1978. 276 p.
- Gintarinė vila: dviejų dalių drama. Vilnius: Vaga, 1979. 91 p.
- Raštai. T. 1–5. Vilnius: Vaga, 1980–1981.
- Tiesa – laukinis žirgas. Vilnius: Vaga, 1984. 231 p.
- Gyvų sienojų namai: apsakymai ir novelės. Vilnius: Vaga, 1985. 326 p..
- Herkus Mantas: dramos. Kaunas: Šviesa (Mokinio biblioteka), 1988. 361 p. ISBN 5-430-00158-9
- Už saulę gražesnis: apsakymai ir novelės. Vilnius: Baltos lankos, 1998. 210 p. ISBN 9986-813-85-9
- Diktatorius; Eduardo Dargio nusikaltimas: pjesės. Vilnius: Lietuvos rašytojų sąjungos leidykla, 2001. 193 p. ISBN 9986-39-190-3
- Meilė, džiazas ir velnias; Barbora Radvilaitė: pjesės. Vilnius: Alma littera, 2002. 254 p. ISBN 9955-08-076-0
- Barbora Radvilaitė: poetinė drama (parengė Agnė Iešmantaitė). Vilnius: Žaltvykslė, 2005. 136 p. ISBN 9986-06-075-3
- Herkus Mantas: istorinė poetinė drama (parengė Agnė Iešmantaitė). Vilnius: Žaltvykslė, 2005. 98 p. ISBN 9986-06-114-8
- Meilė, džiazas ir velnias: tragikomedija (parengė Agnė Iešmantaitė). Vilnius: Žaltvykslė, 2007. 135 p. ISBN 9986-06-113-X
- Neoromantinės poetinės Juozo Grušo dramos: skaitiniai (sud. Agnė Iešmantaitė). Vilnius: Žaltvykslė, 2007. – 190 p. – ISBN 978-9986-06-241-7
- Lietuvių grotesko ir ironijos dramos: Juozas Grušas, Kazys Saja, Saulius Šaltenis: skaitiniai (sud. Agnė Iešmantaitė). Vilnius: Žaltvykslė, 2007. 223 p. ISBN 978-9986-06-231-8
- Laimingasis: dramos, apsakymai, novelės (sud. Gediminas Mikelaitis). Vilnius: Lietuvos rašytojų sąjungos leidykla, 2011. 699 p. ISBN 978-9986-39-682-6

### На русском языке
- Тайна Адомаса Брунзы. Пьесы. Москва: Советский писатель, 1972. 406 с.

## Награды и звания
- 1937 — литературная премия издательства „Spindulys“ (за сборник рассказов „Sunki ranka“, «Тяжёлая рука»).
- 1957 — Государственная премия Литовской ССР (за трагедию „Herkus Mantas“, «Геркус Мантас»).
- 1962 — заслуженный деятель искусств Литовской ССР.
- 1968 — премия комсомола Литвы (за пьесу „Meilė, džiazas ir velnias“, «Любовь, джаз и чёрт»).
- 1971 — народный писатель Литовской ССР.
- 1976 — Государственная премия Литовской ССР (за пьесы „Švitrigaila“, „Barbora Radvilaitė“, „Pijus nebuvo protingas“).
- 2001 — почётный гражданин города Каунаса (посмертно). [6]

## Память
В 1976 году на Литовской киностудии создан документальный фильм „Laimingasis – tai aš“ («Счастливчик — это я»; авторы сценария Пятрас Палилёнис и Витянис Имбрасас). Скульптор Дануте Даните-Варнаускене создала портретные бюсты Грушаса (1972, 1976). В 1987 году улице в каунасском микрорайоне Шилайняй присвоено имя драматурга. 
В 1989 году в доме в Каунасе на улице Кальнечю, в котором писатель жил с 1938 года, начал действовать мемориальный музей Юозаса Грушаса — филиал Музея литовской литературы имени Майрониса. В 2009 году при входе в мемориальный музей установлен стилизованный горельеф.
В 1998 году имя Юозаса Грушаса присвоено одной из школ в Каунасе. В 2001 году к столетию со дня рождения были выпущены плакат (художник Ромуалдас Чарна) и именной почтовый конверт (художники Гедиминса Пямпе и Ромуалдас Чарна).
В 2001 году была возобновлена литературная премия имени Юозаса Грушаса за лучшее произведение литовской литературы последних пяти лет .